# Miho Bunić
Miho Bunić Babulinov (tal. Michele Bona detto Babulino) (1541. − 1617.) je bio hrvatski renesansni pjesnik i prevoditelj iz Dubrovnika. Iz plemićke je obitelji Bunića. Devet je puta biran za kneza Dubrovačke Republike. Stvarao je na hrvatskom, talijanskom i latinskom.
Pisao je na hrvatskom. Poznato mu je djelo Jokasta koja je prijevod Euripidove Feničanke. Napisao je nekoliko lirskih pjesama (Dokle dragi tvoj bjeh, vilo). Opjevao je smrt kolega hrvatskih pjesnika Mavra Vetranovića i Saba Bobaljevića.